# آقا میرک
آقا میرک (میرجلال‌الدین اصفهانی) از نگارگران صاحب‌نام مکتب تبریز دوم بود. او از جمله شاگردان میر مصور بود و گفته می‌شود شاگرد کمال الدین بهزاد نیز بوده‌است. او مدتی در دربار صفوی و در دوران شاه تهماسب ریاست کتابخانه و کارگاه هنری را بر عهده داشت.
تاثیر کمال‌الدین بهزاد بر آثار میرک کاملاً مشخص است. میرک از جمله نگارگرانی بود که در مصورسازی خمسه تهماسبی و شاهنامه تهماسبی همکاری کرد. . وی بعضی از نقاشی‌هایش را روی عاج فیل می‌کشید. آقامیرک شاگردان زیادی تربیت کرد که از جمله آنها استاد ملک‌محمد قاسم، میرزاعلی، شاه‌قلی نقاش و محمودحسین طوطی می‌باشد.

## برخی آثار
- مواجه فردوسی با سه شاعر غزنه
- بازگشت شاپور به نزد خسرو

## گالری آثار

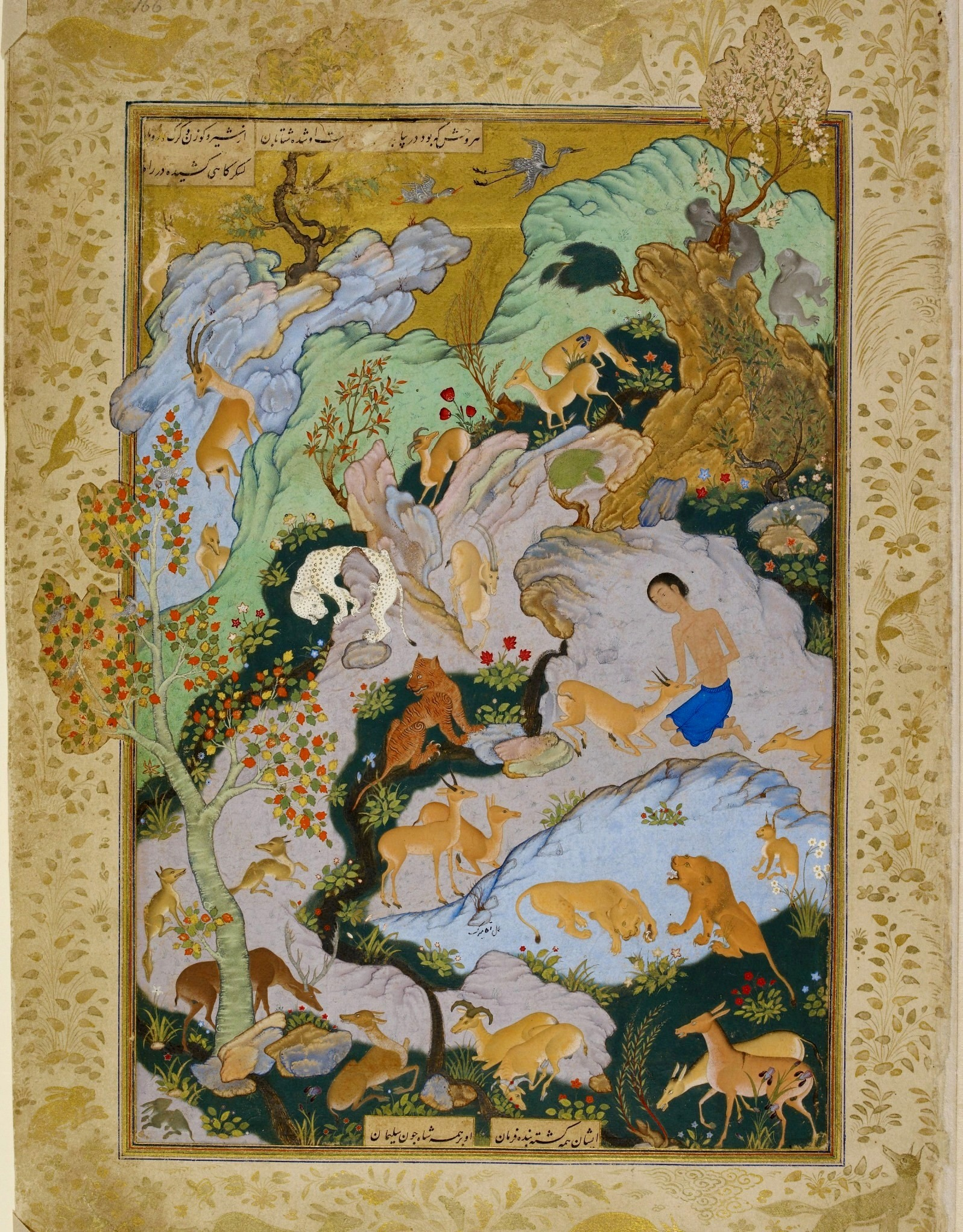
مجنون در بیابان از کتاب خمسه تهاسبی (حدود 946- 950 ه‌ق)
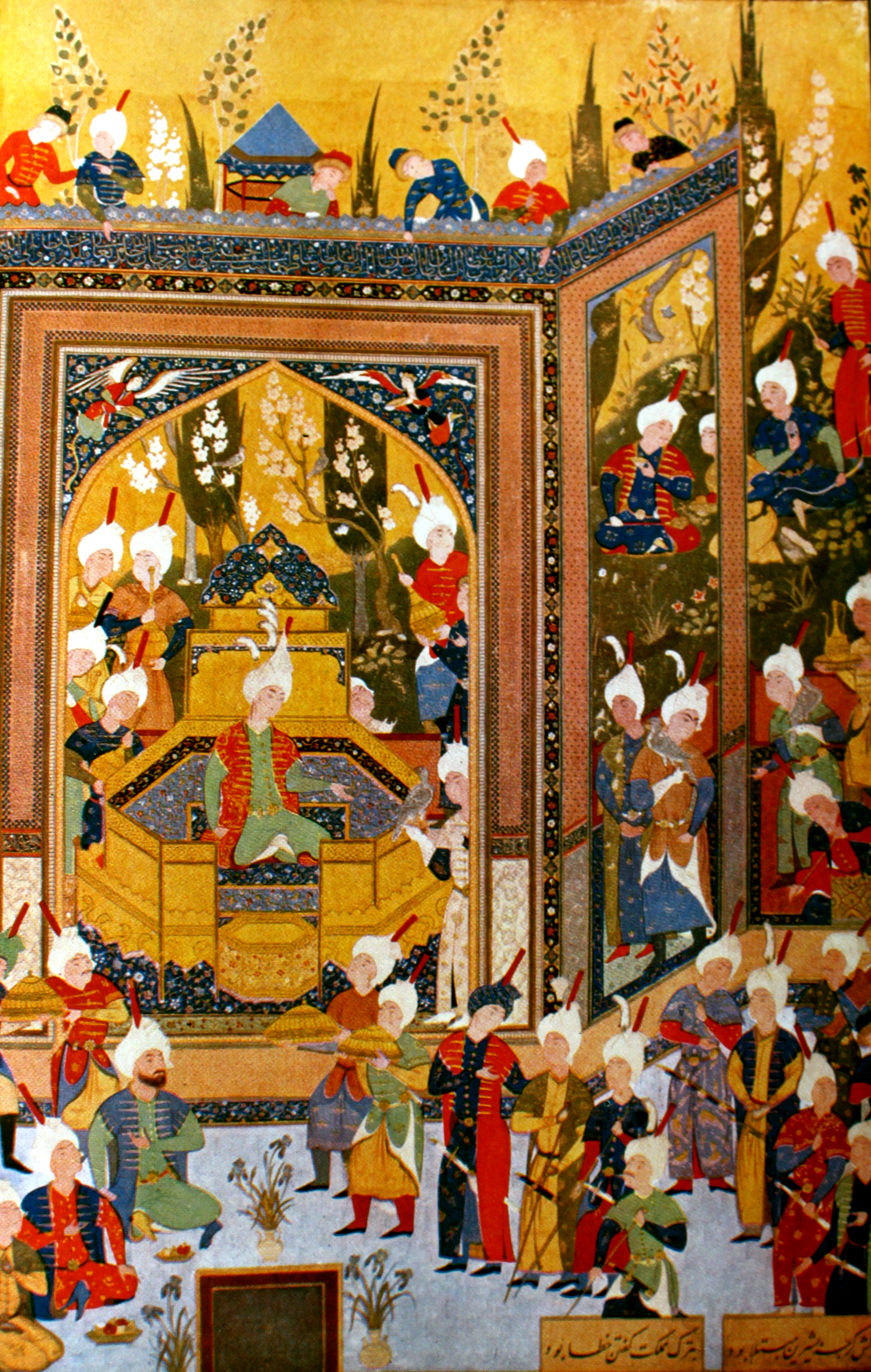
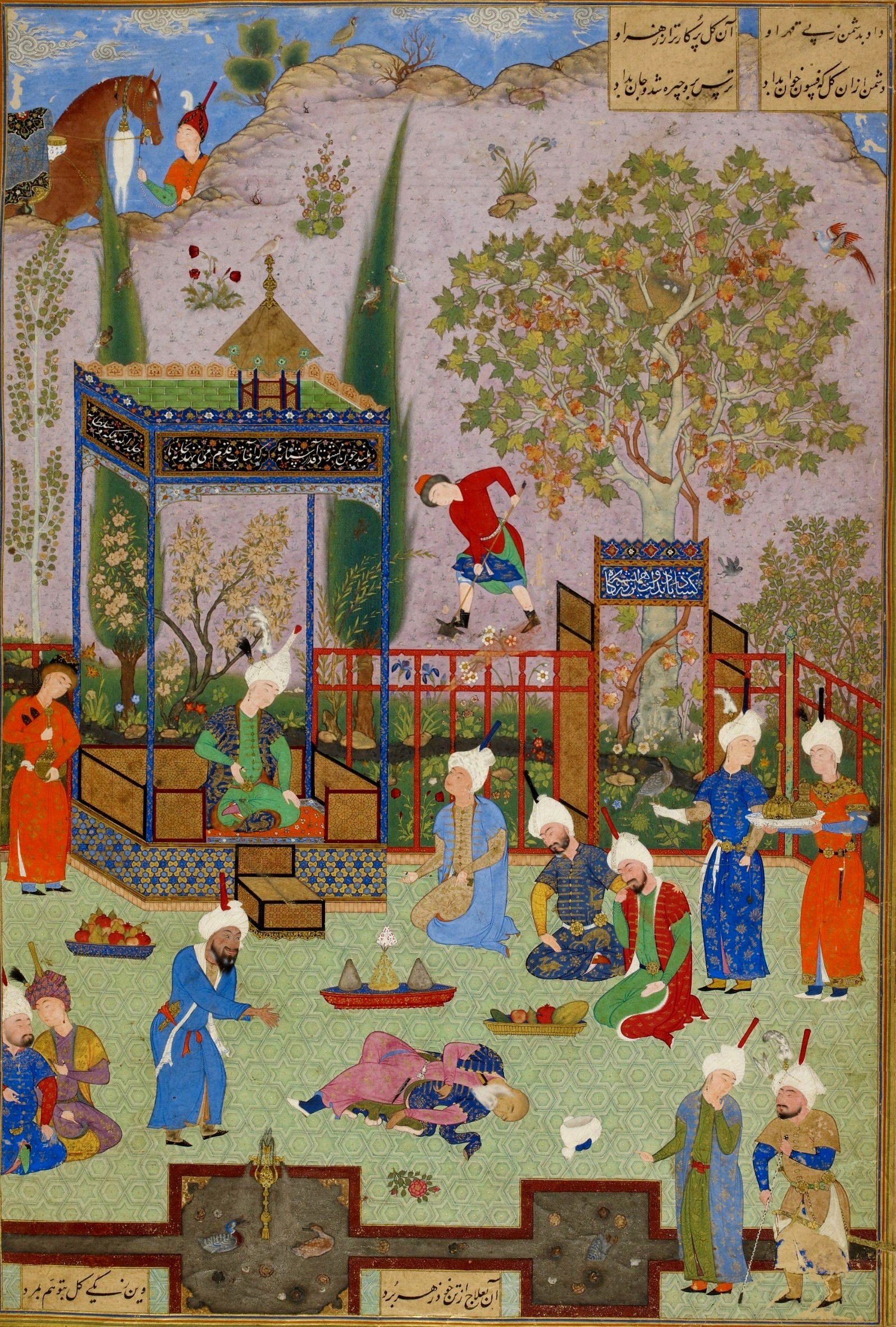
مناظره دو دکتر با یکدیگر، اثر آقا میرک ۱۵۳۹-۴۳ میلادی )